# Ordine della Corona di Johor
L'Ordine della Corona di Johor è un ordine cavalleresco del sultanato di Johor.

## Storia
L'ordine è stato fondato il 31 luglio 1886.

## Classi
L'ordine dispone delle seguenti classi di benemerenza che danno diritto a dei post nominali qui indicati tra parentesi:
- cavaliere gran commendatore (SPMJ)
- cavaliere commendatore (DPMJ)
- compagno (SMJ)

## Insegne
- Il nastro è giallo con una striscia centrale blu.